# Anelasmocephalus pusillus
Anelasmocephalus pusillus is een hooiwagen uit de familie kaphooiwagens (Trogulidae). De wetenschappelijke naam van Anelasmocephalus pusillus gaat terug op Simon.